# Догубаязит
Догубаязи́т (тур. Doğubayazıt; арм. Դարույնք, до 1934 года — Баязи́т или Баязе́т (тур. Bayazıt, курд. Bazîd) — город на востоке Турции. До 1920 года входил в Эрзерумский вилайет, после в ил Агры. Находится в 25 км к юго-западу от Арарата и в 35 км от границы с Ираном, на высоте 2000 м над уровнем моря. Население — 56 тысяч жителей (2002). До XIV века носил армянское название Даройнк (арм. Դարոյնք). В середине IV века на месте современного Догубаязита был основан город Аршакаван, дастакерт армянского царя Аршака II, вскоре разрушенный мятежными нахарарами.

## Этимология названия
Город получил название Баязит в эпоху османского владычества. По одной из версий, название дано в честь османского султана Баязида I по прозвищу Молниеносный, который в 1400 году во время войны с Тамерланом приказал построить на месте бывшей армянской деревни крепость.

## История

### До османской эпохи
В черте нынешнего города Догубаязита до сих пор видны фрагменты основания древней крепости времён царства Урарту (предположительно VIII века до н. э.).

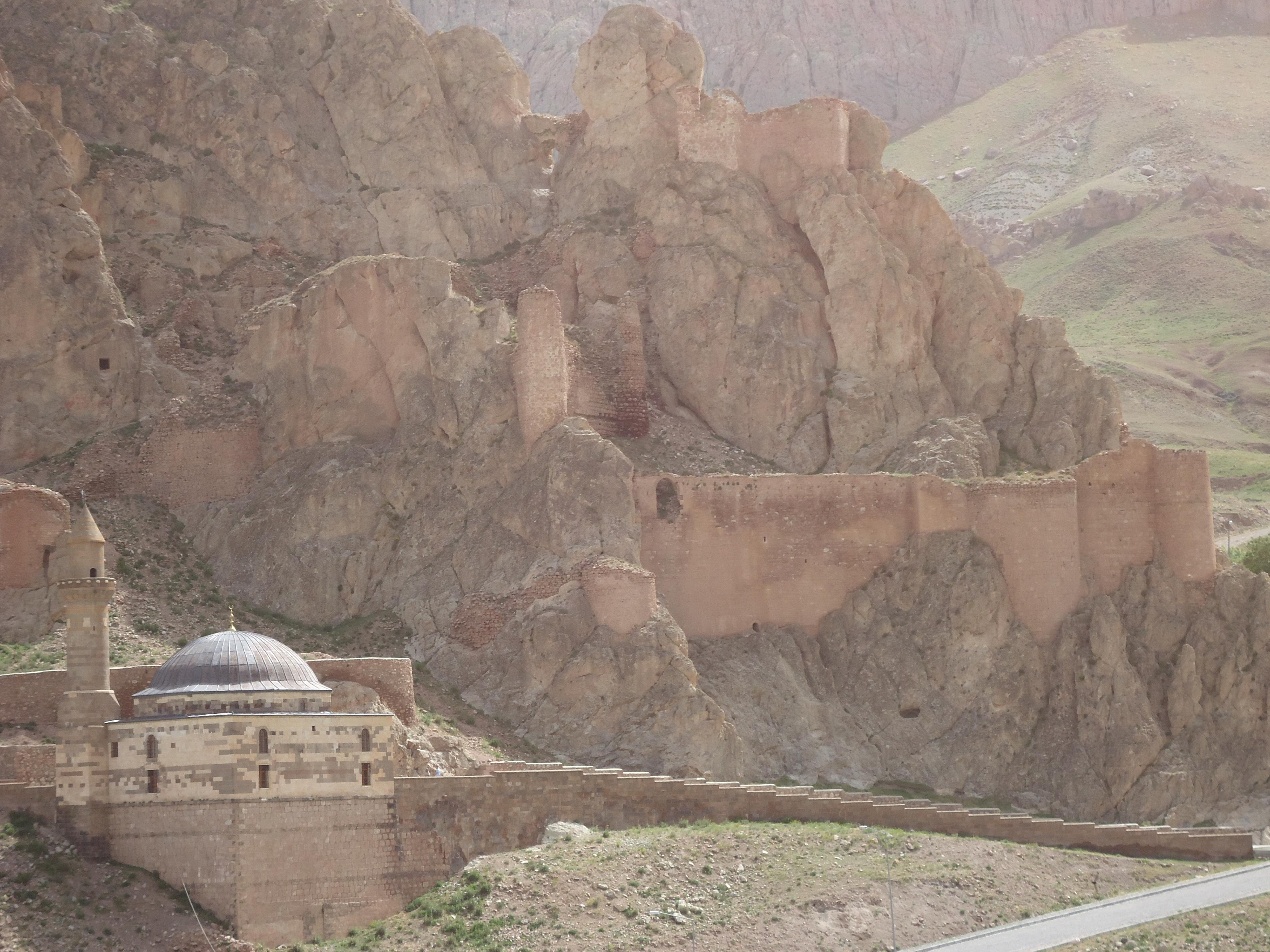
Крепость Аршакаван

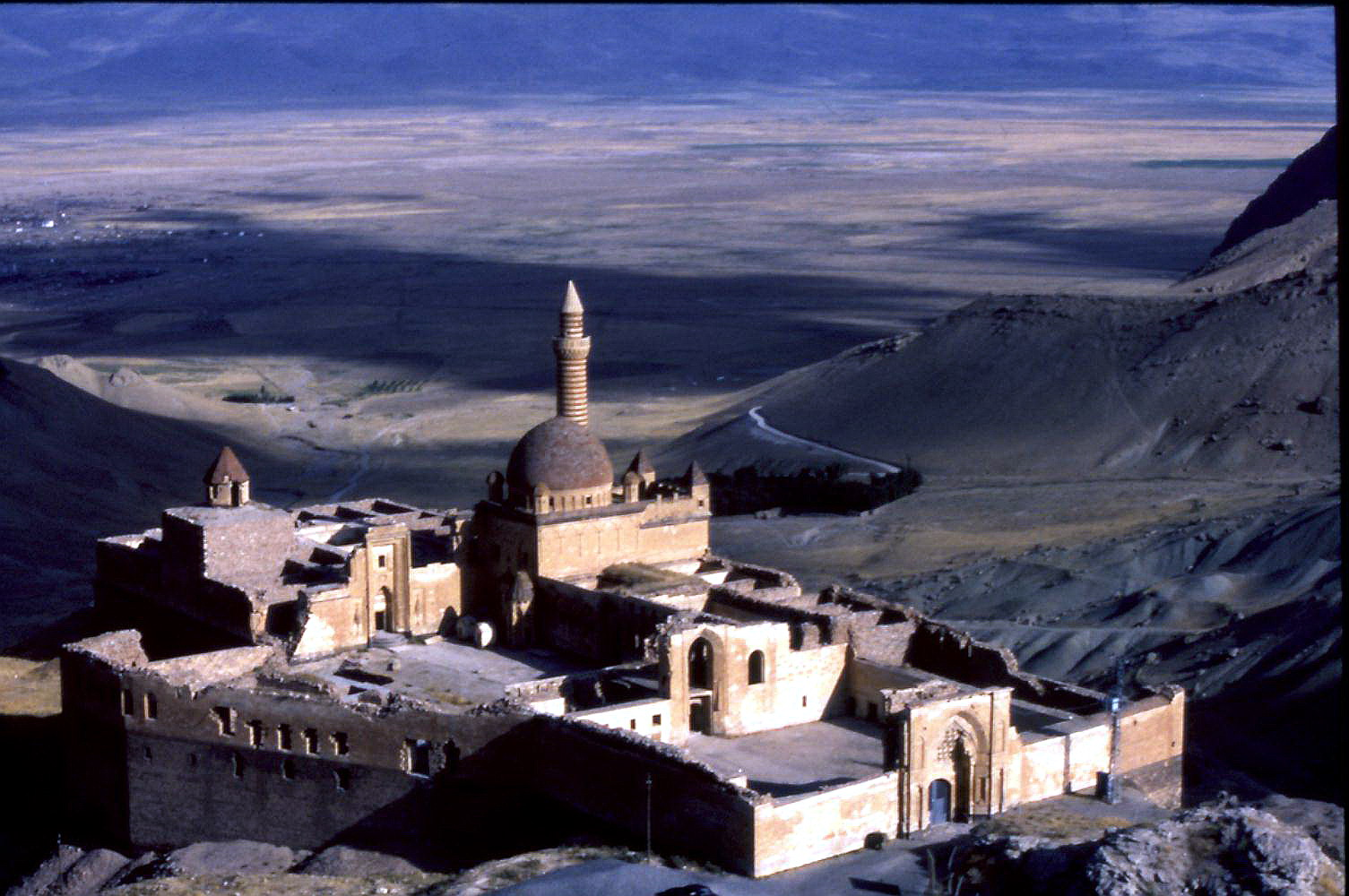
«Новый замок»
(Дворец Исхак-паши)

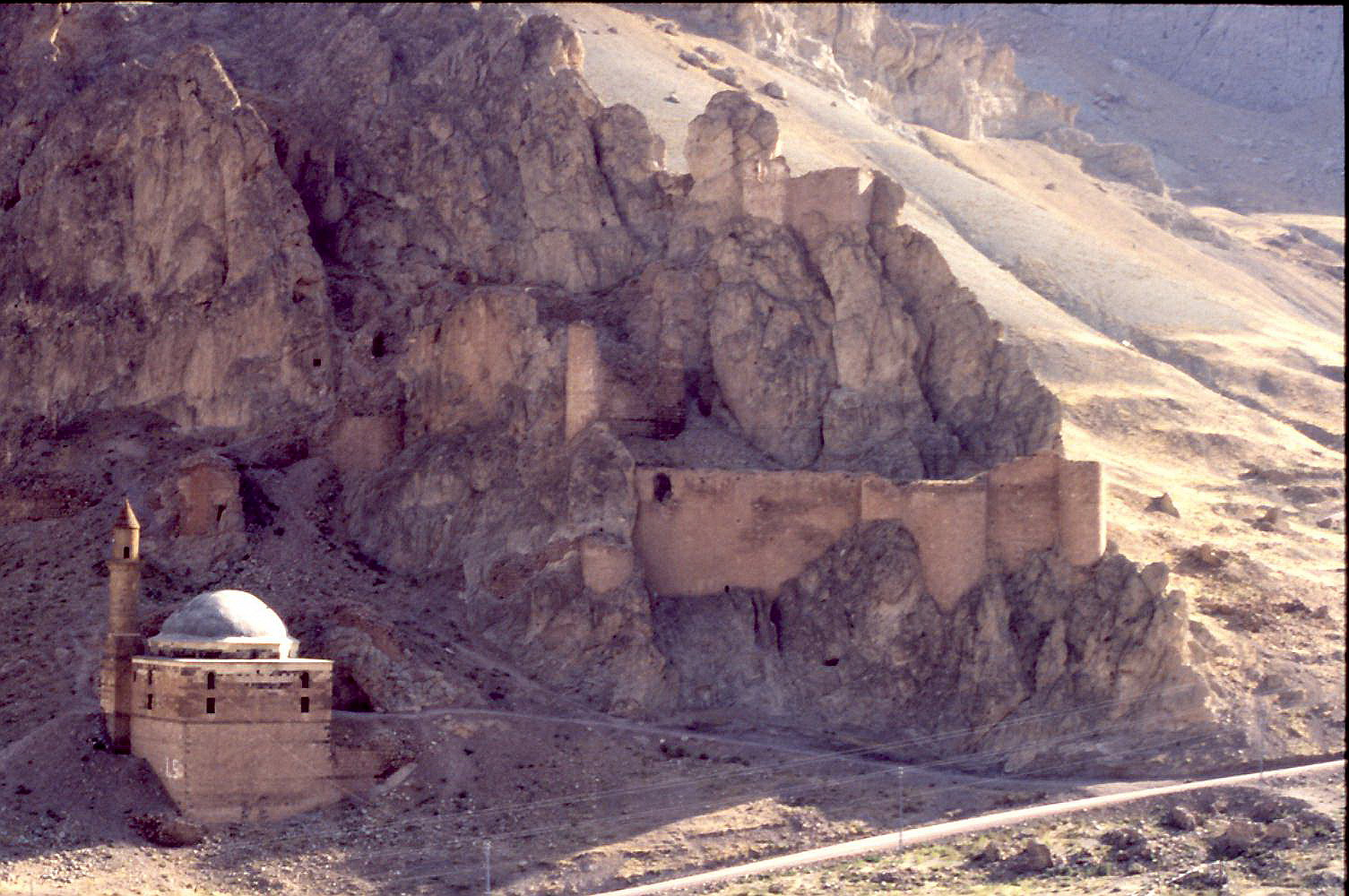
«Старый замок»

В I—IV веках н. э. царями династии Аршакуни была построена цитадель (крепость), служившая, своего рода, постом для охраны шёлкового пути, а также местом для хранения казны и укрытия царской семьи. В середине IV века Сасаниды безуспешно попытались взять крепость штурмом, чтобы захватить царскую казну.
В середине IV века армянский царь Аршак II в своей борьбе с мятежными нахарарами решил заручиться поддержкой определённой части населения, для чего в 50-х годах основал у южного подножия Арарата город Аршакаван. В нём предоставлялось убежище беглым рабам и слугам, закрепощённым крестьянам (шинаканам), неоплатным должникам, а также, по сообщению Мовсеса Хоренаци, разного рода преступникам. За счёт поселенцев Аршак II увеличил подвластное ему податное население. Жителям города предоставлялись определённые льготы. Аршакаван, по сути, был одной из опор царской власти (царский дзеракерт). Основанием этого города были крайне недовольны нахарары, так как туда бежало, в основном, трудовое население, ранее ими эксплуатировавшееся. В связи с этим против царской власти выступала также и церковь, главным образом в лице Нерсеса I. Однако все их протесты были Аршаком проигнорированы. В 359 году, во время вторжения персидских войск шахиншаха Шапура II в южные провинции Армении, нахарары присоединились к ним и, воспользовавшись затруднительным положением Аршака, который бежал в Иверию, напали на Аршакаван. Жители города подверглись поголовному истреблению, за исключением грудных младенцев, которых нахарары планировали увезти с собой в качестве будущих рабов, однако прибывший туда вскоре Нерсес I велел освободить младенцев и назначил им питание и кормилиц. Сам город был стёрт с лица земли.
В дальнейшем, крепость Даройнк была перестроена Багратидами, и до середины V века являлась их резиденцией. В начале X века город был занят Юсуфом ибн-Абу-с-Саджом, но вскоре отбит ишханом из династии Арцрунидов — Гагиком Абумрваном (Арцруни). В 1020 году крепость и город были взяты византийцами, а в 1070-х годах отвоёваны Сельджуками. В 1380-х годах город на короткое время был занят войсками Тамерлана.

### В османскую эпоху
Баязет — город в исторической Западной Армении.
В 1555 году по результатам Амасийского мирного договора, завершившим турецко-персидскую войну 1514—1555 годов и разделивший Армению и Грузию между Османской империей и сефевидским Ираном, город отходил к первой.
Во второй половине XVI века регион стал заселяться курдскими племенами, преимущественно персидскими. К власти в Баязете пришла знатная курдская династия Джылдырогулларов, которая вплоть до середины XIX века продолжала контролировать и управлять всем регионом, с переходом власти от отца к сыну. Баязетский пашалык, формально входивший в состав Османской империи, сохранял статус полуавтономной провинции, а его правители, наречённые титулом паши, находились в нём в качестве феодальных владельцев. Последние были освобождены от налогов, но на них были возложены такие обязанности, как: строительство за свой счёт укреплений и содержание в них турецких гарнизонов с обеспечением их продовольствием, оружием (включая пушки) и боеприпасами. Кроме того в пашалыке на разных управляющих должностях находились турецкие госчиновники. С определённой недоброжелательностью к баязетским правителям относились управляющие соседними пашалыками, которые с некоей «завистью» смотрели на значительную степень независимости и самостоятельности Баязета.
В конце августа 1828 года Баязет был взят князем Чавчавадзе, который затем за 2 недели покорил весь Баязетский санджак. В июне 1829 года ванский паша, пользуясь движением русских к Эрзеруму, приступил к крепости, где оставалось около 2000 человек под начальством генерал-майора Попова. Несмотря на огромное превосходство сил неприятеля, русские отбили все его атаки; но в течение 2-дневного почти непрерывного боя гарнизон потерял убитыми 4 офицеров и 73 рядовых; ранены же и контужены были все офицеры (21) и 300 нижних чинов. 
17 (29) июля 1854 года барон Врангель разбил турок на Чингильских высотах, и затем вступил в Баязет.

### Российский период

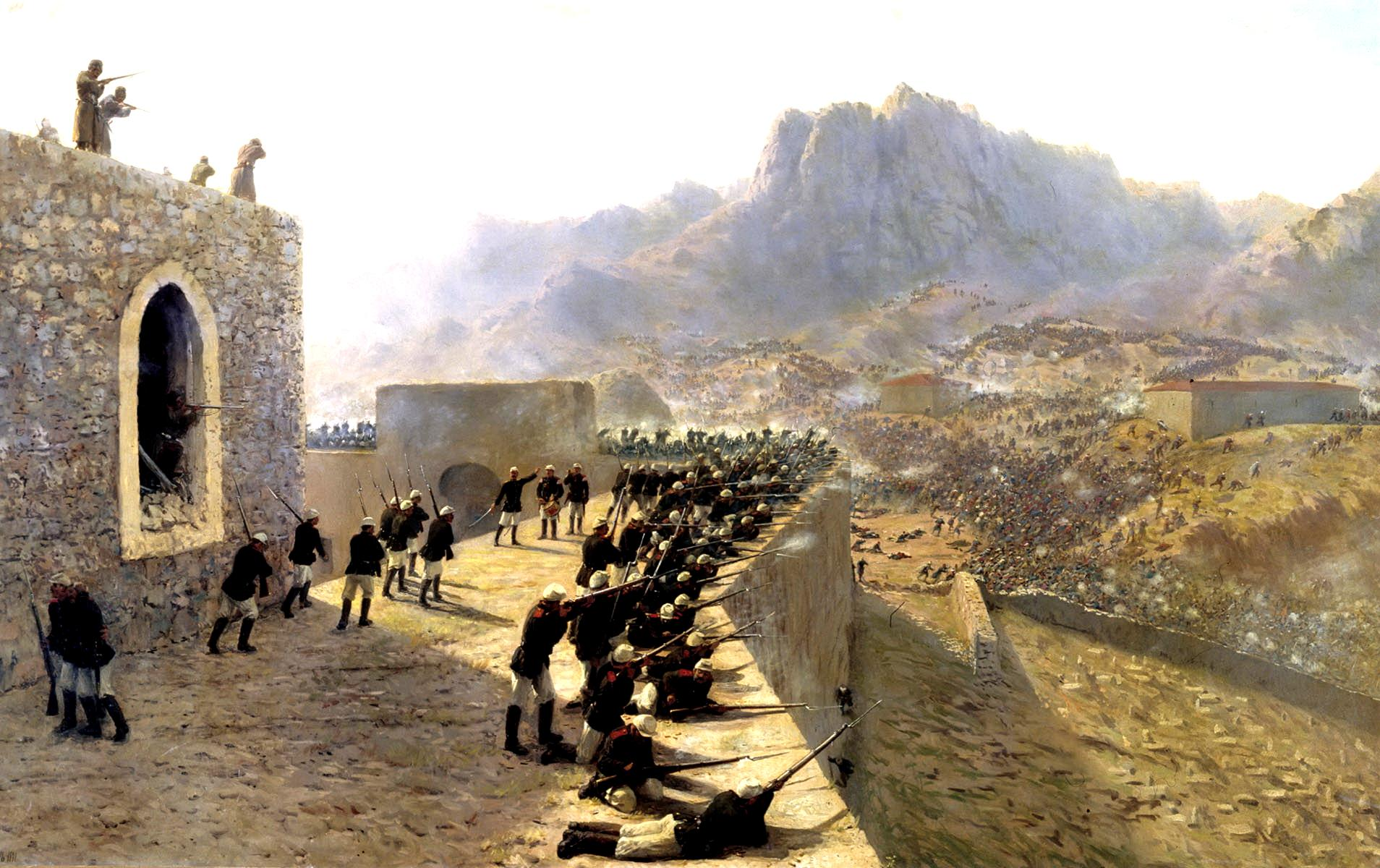
Оборона крепости Баязет 8 июня 1877 года, Лев Лагорио, картина 1891 года

18 апреля 1877 года Баязет был занят отрядом генерал-лейтенанта Тергукасова, который затем двинулся дальше, оставив в городе небольшой гарнизон под командованием подполковника А. Ковалевского. Комендантом баязетской цитадели был назначен капитан Ф. Штоквич. 24 мая Ковалевского на своём посту сменил подполковник Г. Пацевич. 6 июня турки в числе 11 000 человек под командованием бригадного генерала А. Фаик-паши заняли город и блокировали в его цитадели русский гарнизон в числе около 1700 человек. 8 июня турецкие войска предприняли штурм цитадели, но были отбиты, после чего курдские ополчения разграбили город, произведя в нём поголовное истребление мирного армянского населения. В течение 23 дней гарнизон отражал все атаки турок, а 28 июня был, наконец, спасён войсками Эриванского отряда генерала Тергукасова, который вслед за тем оставил Баязет. В течение осады гарнизон потерял убитыми и ранеными 10 офицеров и 276 нижних чинов. После войны по условиям Сан-Стефанского мирного договора Баязет и прилегающие к нему территории были уступлены России. Однако при пересмотре результатов договора в ходе Берлинского конгресса, согласно статье 60 Берлинского трактата, Россия была обязана вернуть два района — Алашкертскую долину, а также населённые пункты Алашкерт, Зивин, Баязет и Диядин с прилегающими районами.
В Первую мировую войну русским войскам снова пришлось брать штурмом крепость Баязет.
Из иллюстрированного журнала «Искры» от 9 ноября 1914 г. № 44:

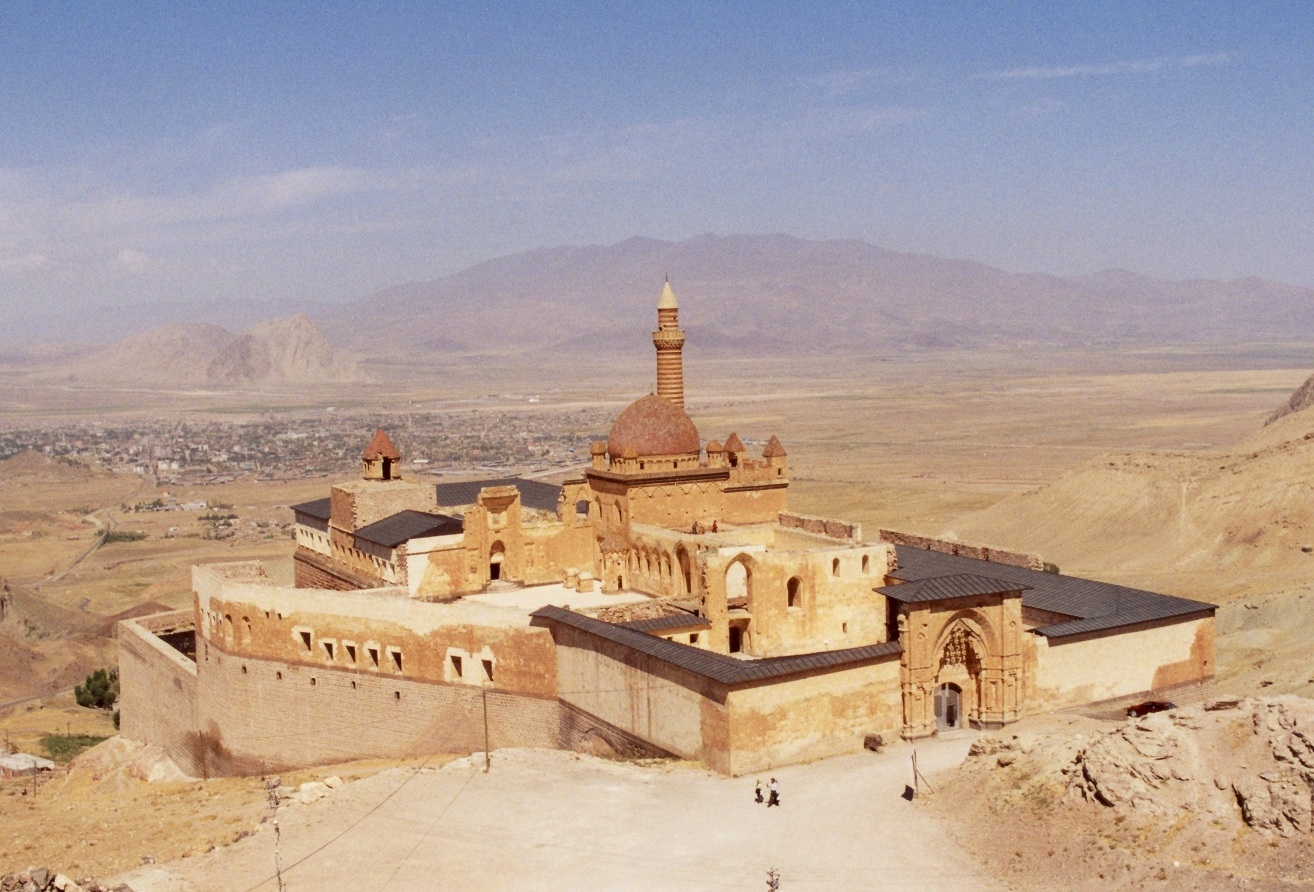
Резиденция Исхака-паши в окрестностях Баязета (XVIII век).

Русско-турецкая война. Вероломное нападение 16-го окт. турецко-немецкого флота на мирные города нашего Черноморья получило достойный ответ со стороны России. 20-го последовало объявление войны Турции. Наши кавказские войска перешли границу и 21-го окт. заняли турецкую крепость Баязет. В предшествовавшие войны с Турцией наши войска не раз уже брали эту крепость, но всякий раз, под давлением европейской дипломатии, мы вынуждены были при заключении мира возвращать её Турции…

## Транзитный путь
Через город издревле проходил великий шёлковый путь. Баязет находился на скрещивании дорог из Карин в Тавриз и из Ереван в Алашкерт. Через первый — проходила большая транзитная дорога из Европы в Индию, через второй — велась торговля с Россией. По первому пути ещё в первой половине XIX века только английских товаров ежегодно в Персию провозилось на сумму 750 000 фунтов стерлингов. Одной из причин прохождения торгового пути через Баязет было то, что южнее проживали «разбойничьи» племена курдов (мусульман и езидов).
С открытием в 1869 году Суэцкого канала, соединившего Средиземное и Красное моря, для выхода в Индийский океан, караванная торговля в огромной степени снизилась. В связи с этим Баязет утратил своё торговое значение и пришёл в упадок, а главной деятельностью местных жителей (армян и курдов) стала контрабанда. Город продолжал иметь только важное стратегическое значение в военном плане. По отзыву русских участников кампании 1877—1878 годов, также принимавших участие в предыдущей кампании 1853—1856 годов:

«… Баязет неузнаваем; тогда [в 1854 г.] можно было достать всё; были открыты порядочные магазины с английскими и французскими произведениями [товарами], кофейни в восточном вкусе и даже некоторые увеселительные места; кроме того, проезжало из Эрзерума в Тавриз много караванов, которые открывали мелочную торговлю при встрече с нашими войсками; в настоящее же время [в 1877 г.] ничего подобного нет; если встречались караваны, то всегда редко и мелочной торговли не вели вовсе».

## Галерея

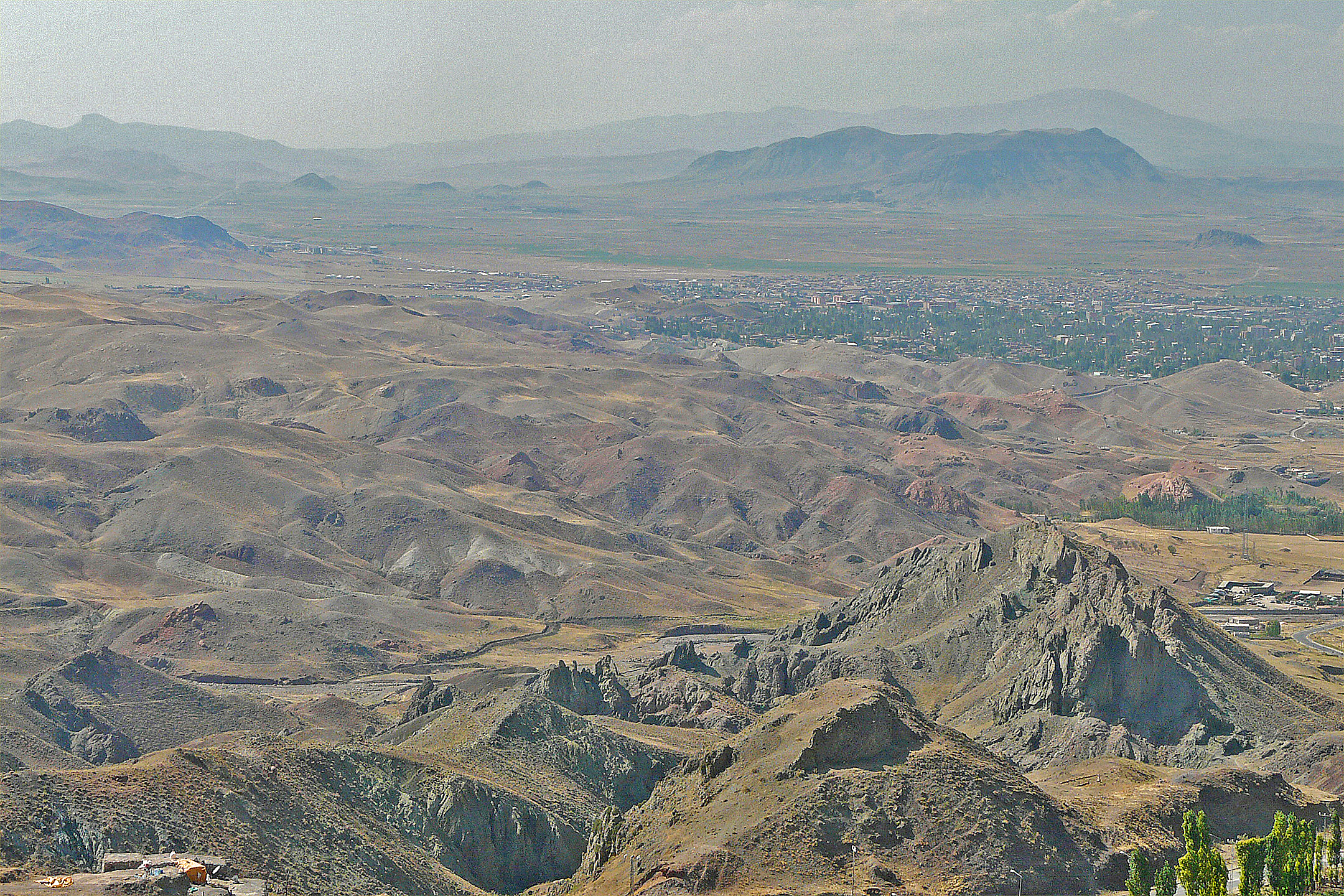
Вид со стороны Турецко-Иранской границы
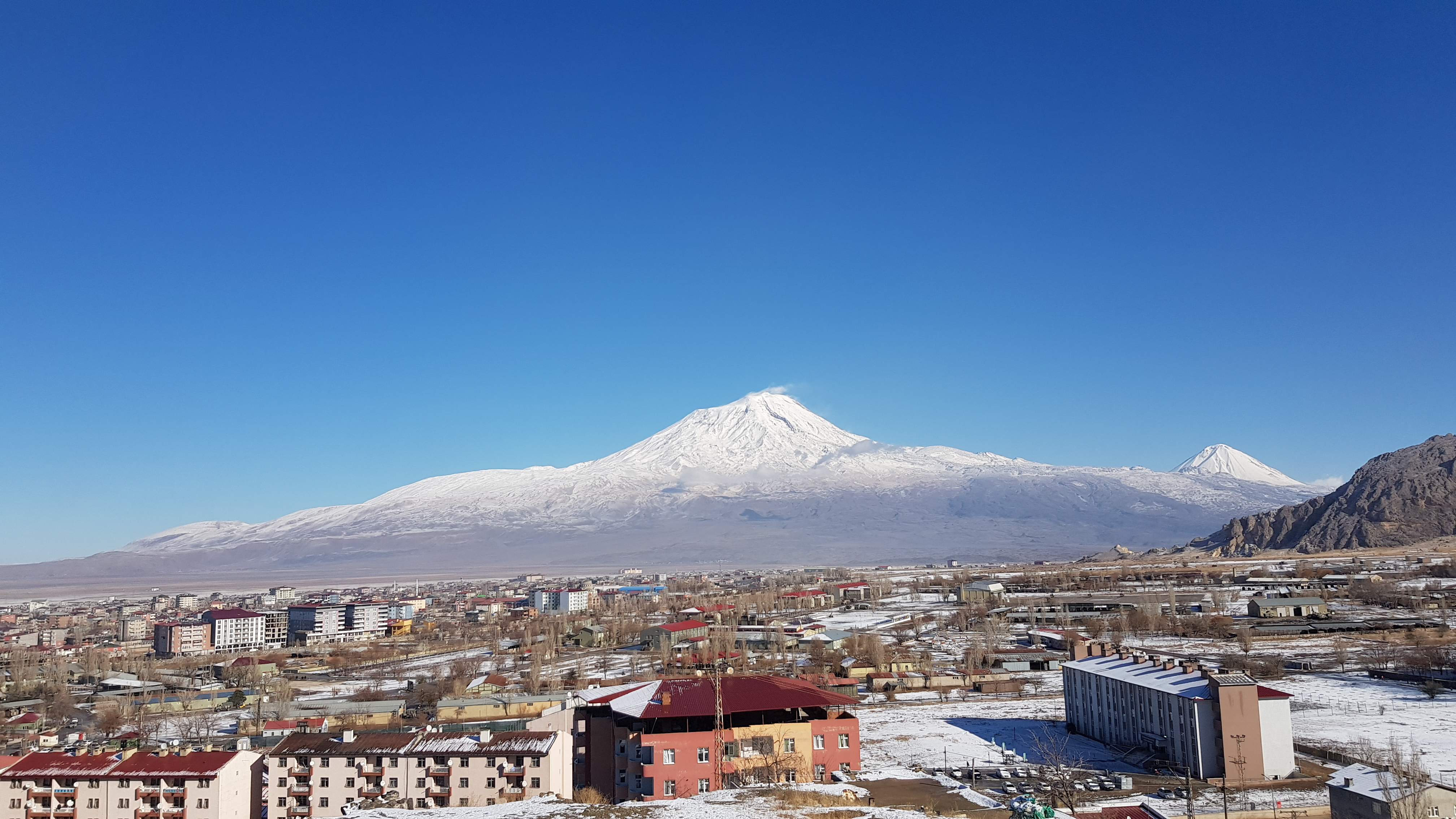
Вид на Арарат
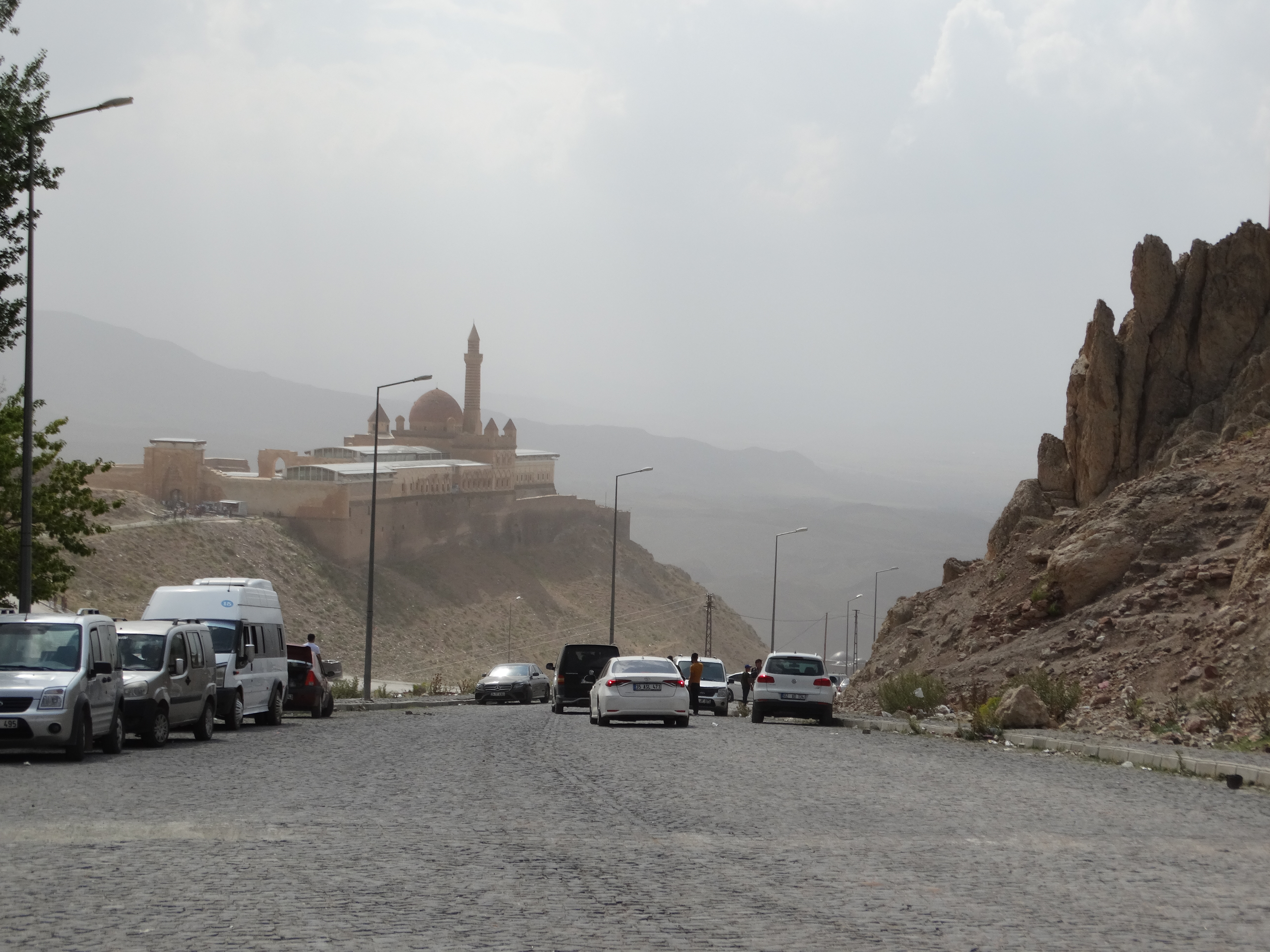
Вид на дворец Исхака Паши со стороны крепости.
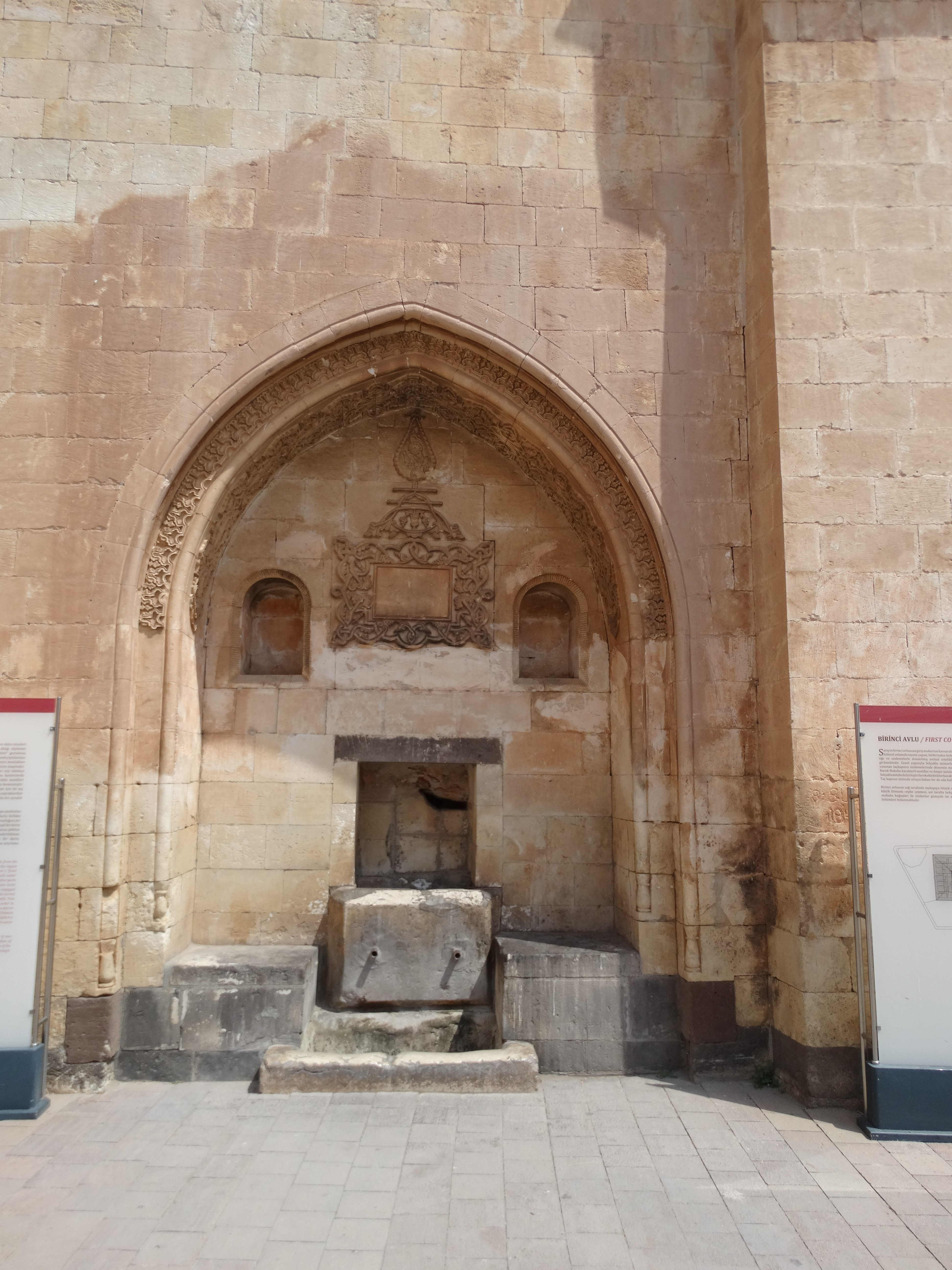
Родник во дворе.
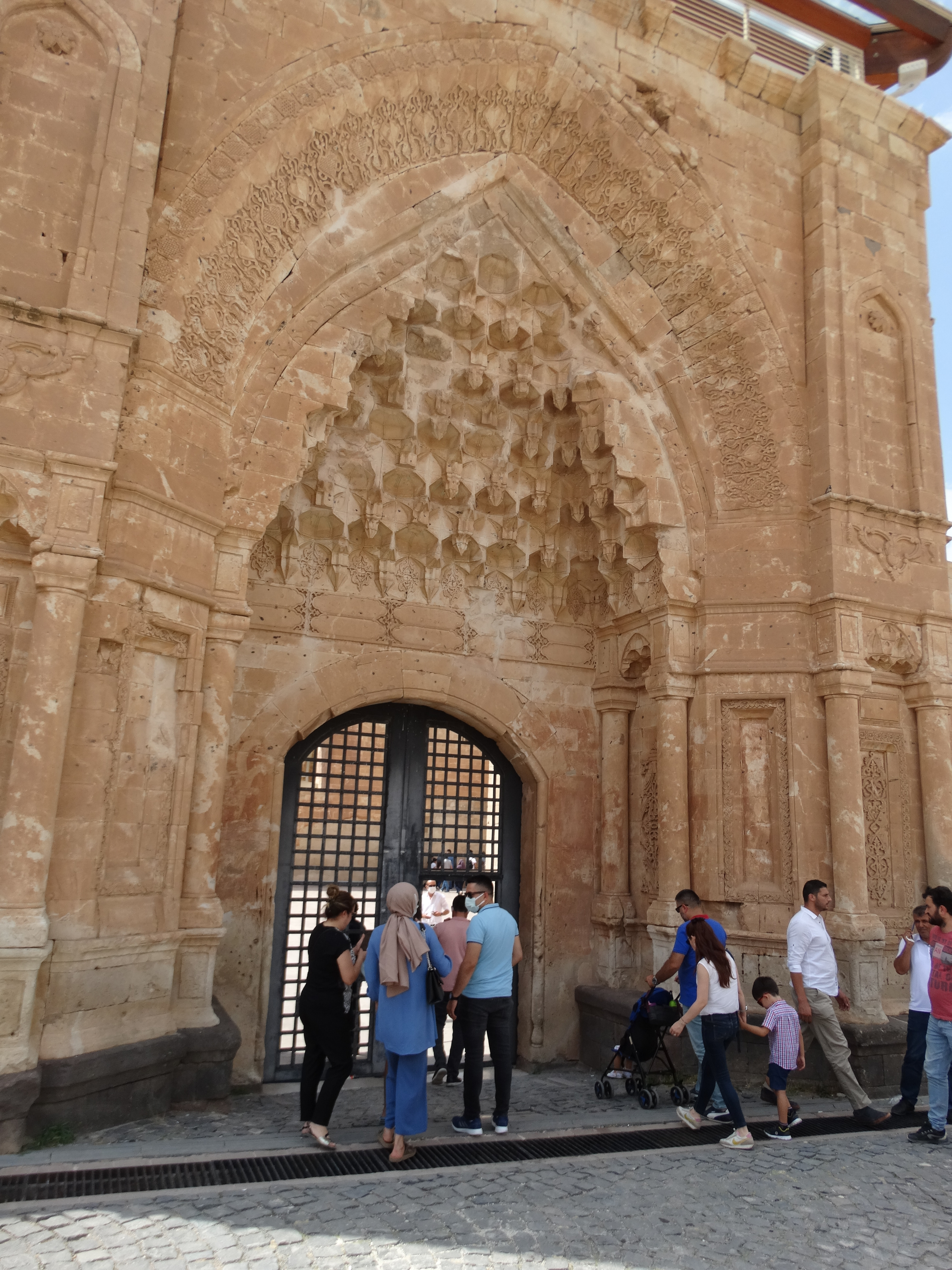
Вход во дворцовые помещения.
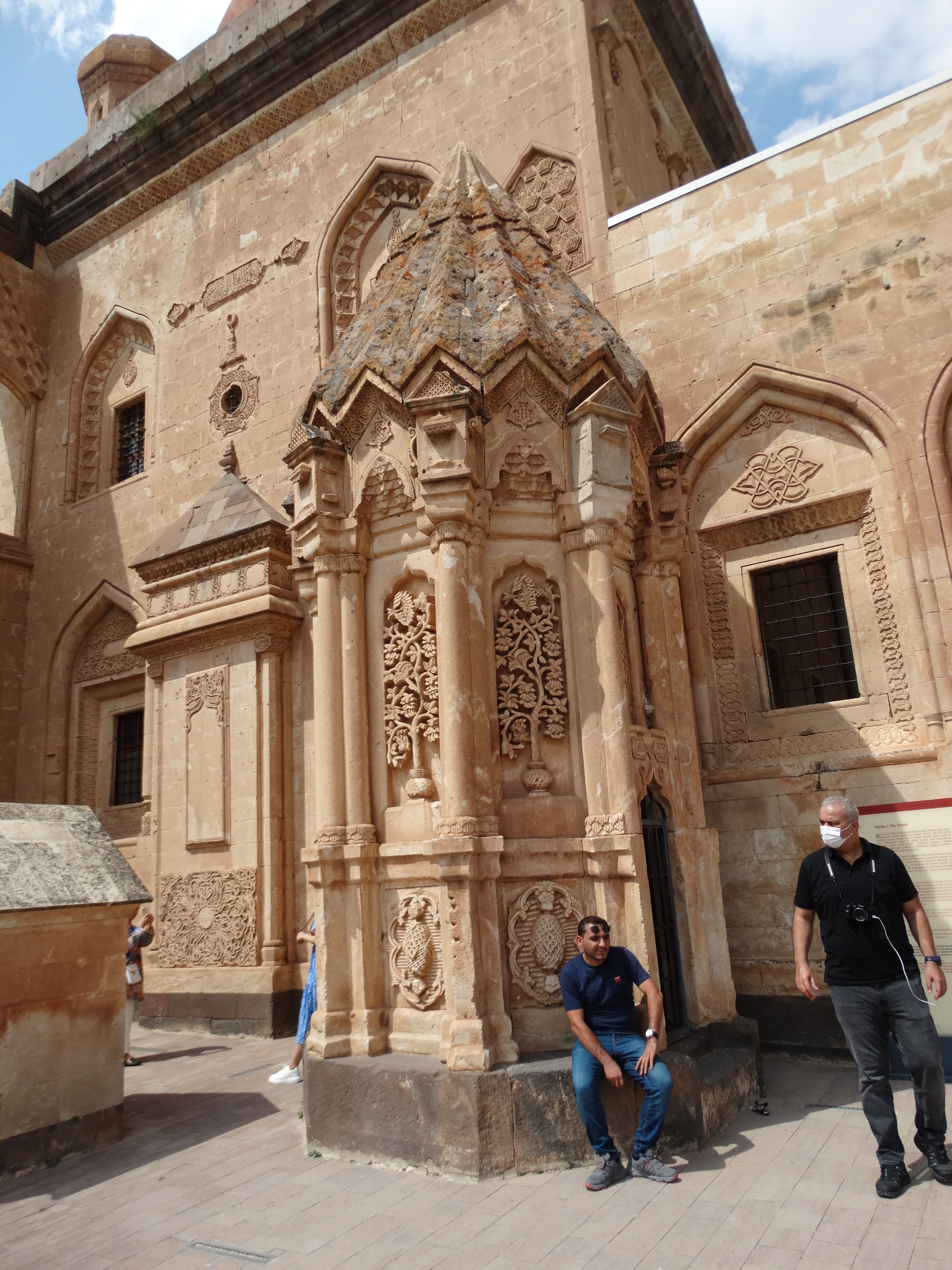
Тонкая резьба по камню.
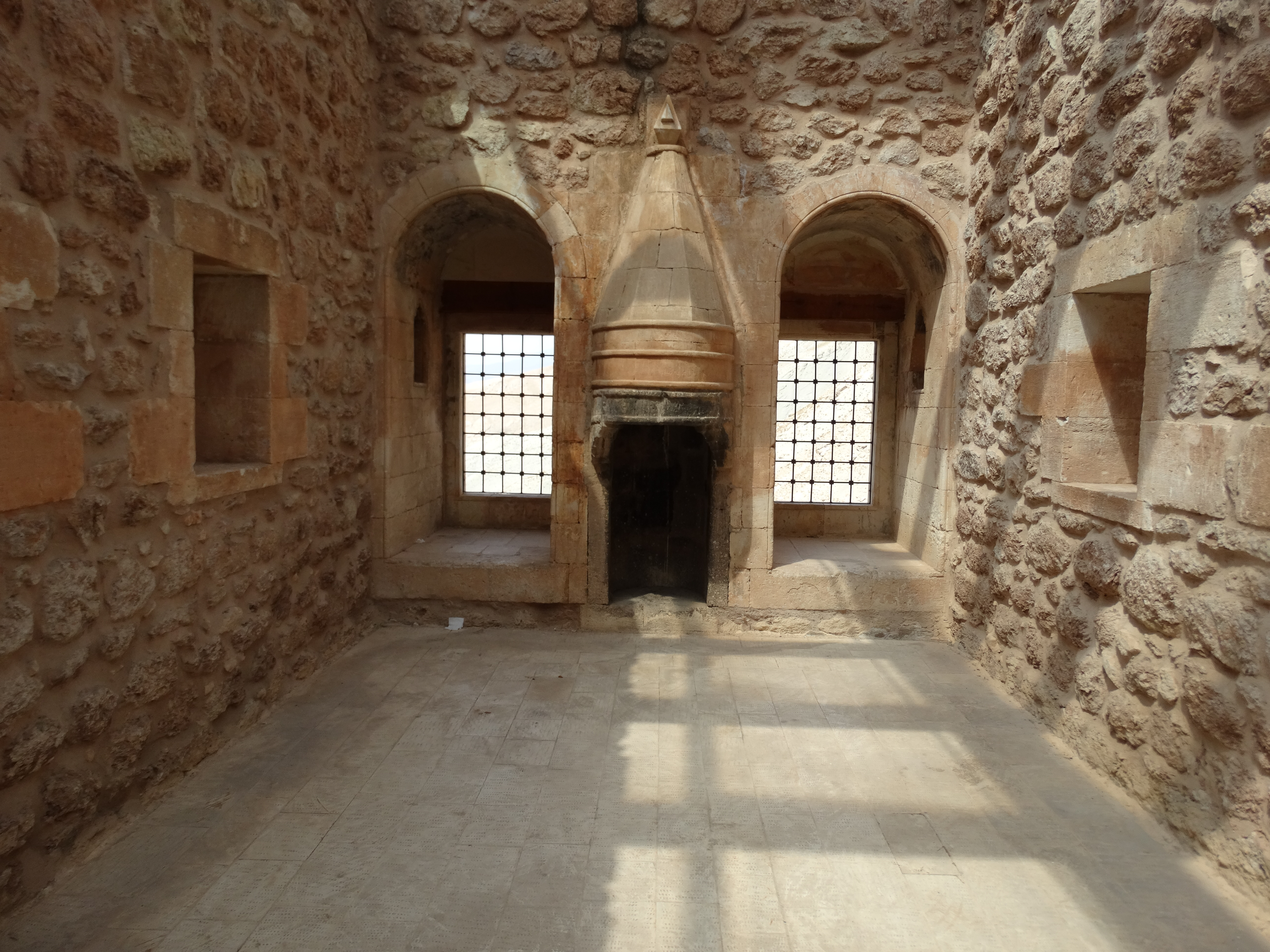
Гарем.
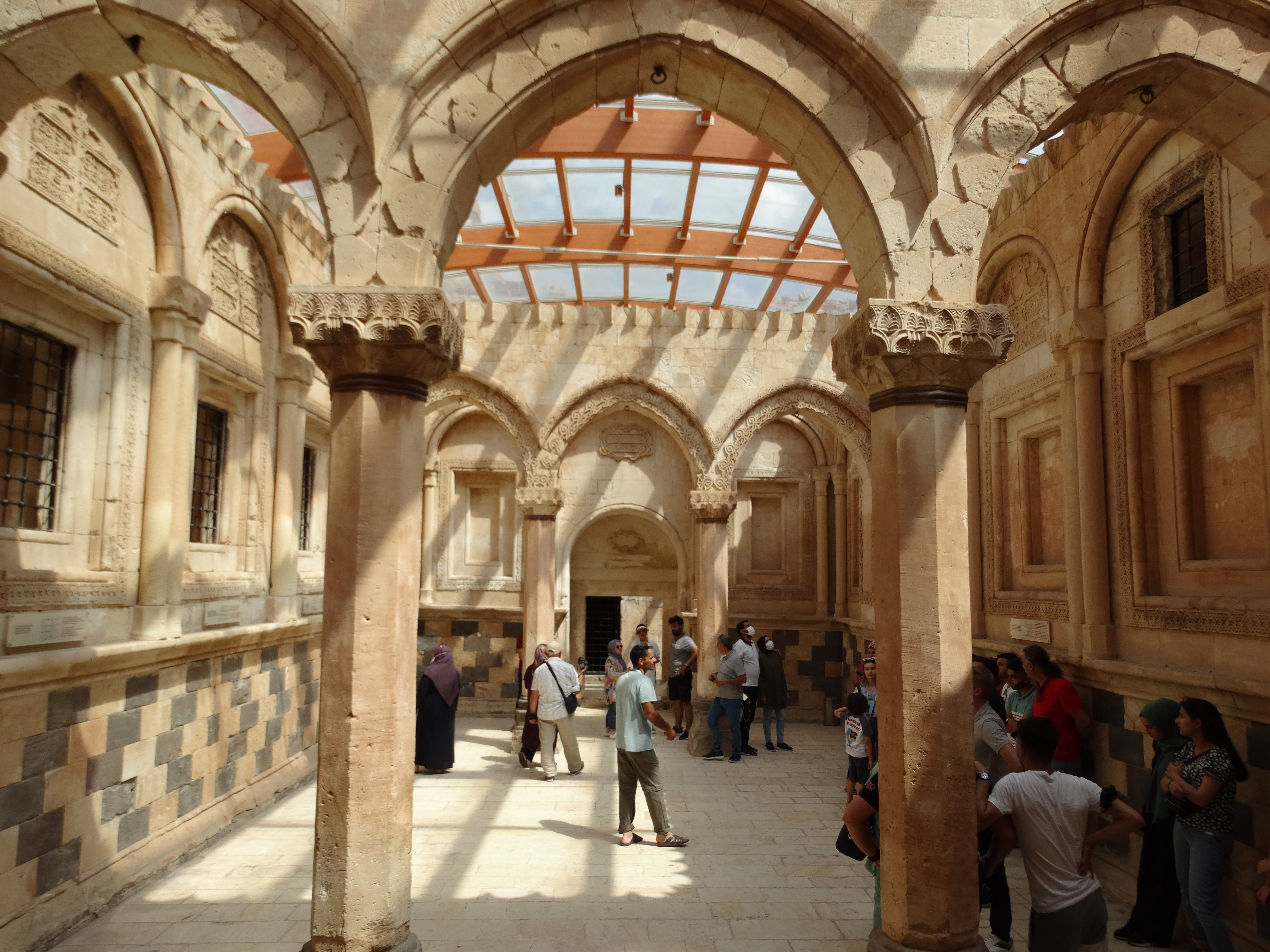
Зал тожественных приемов.
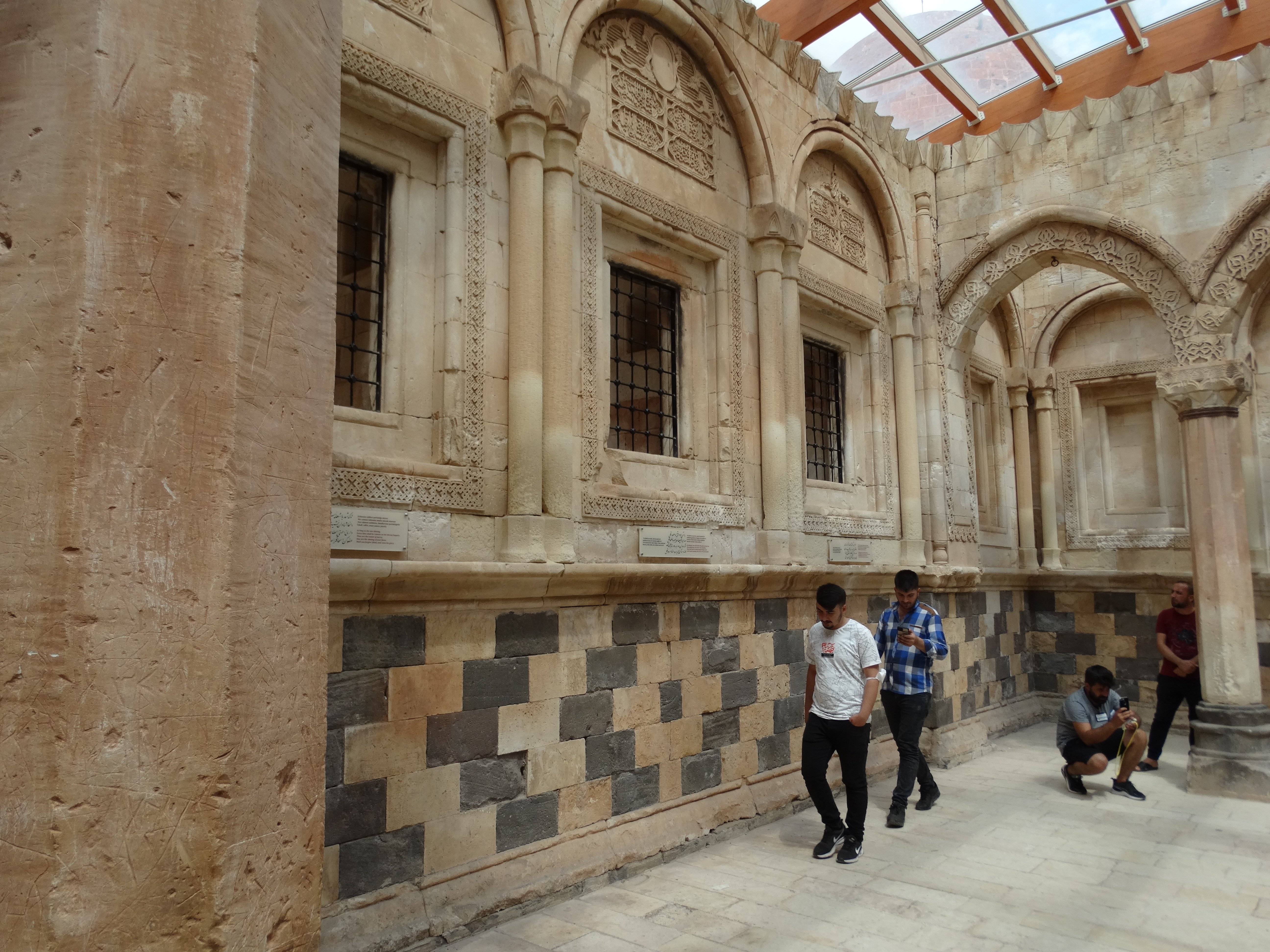
Деталь интерьера.
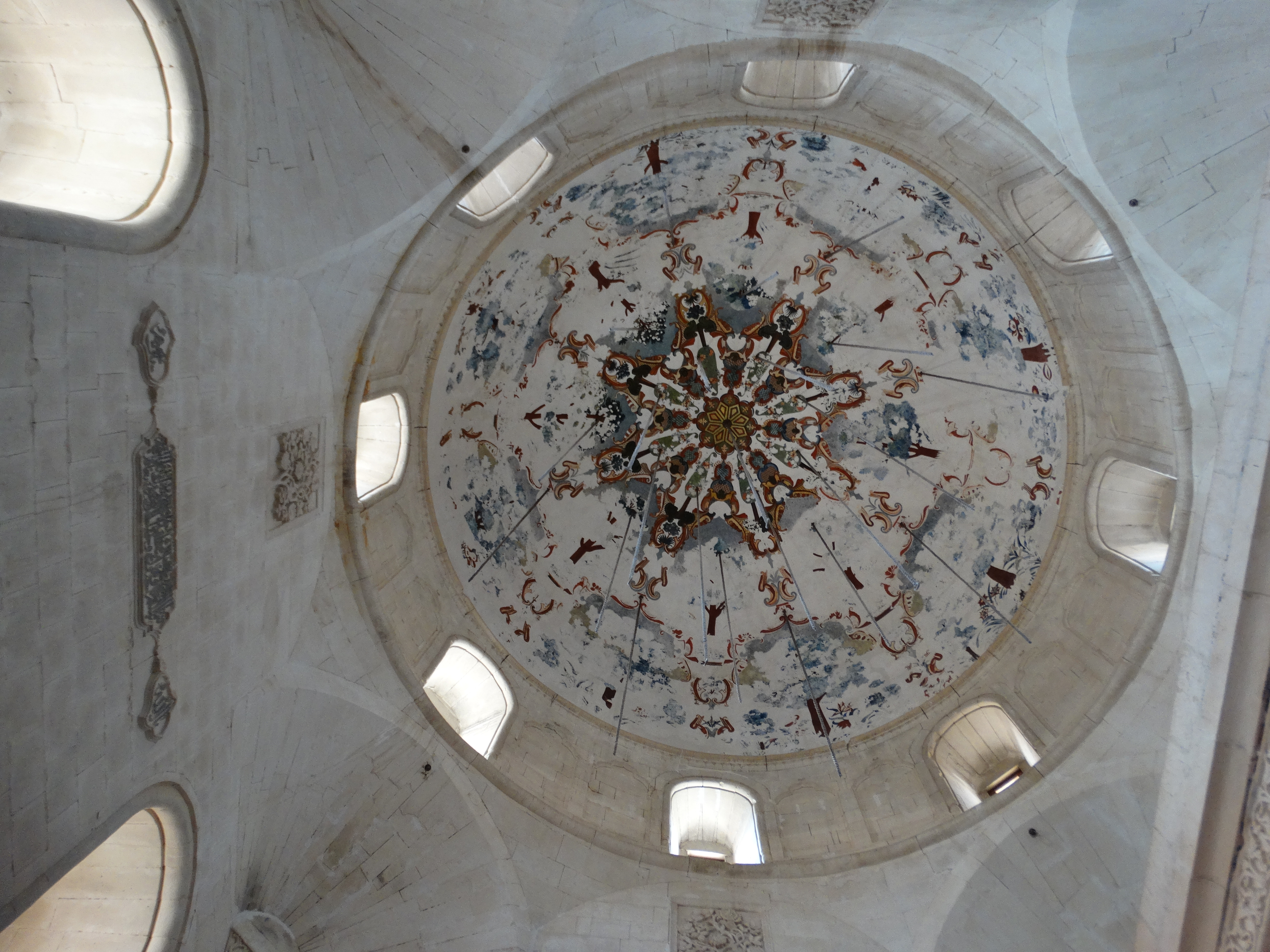
Купол дворцовой мечети.
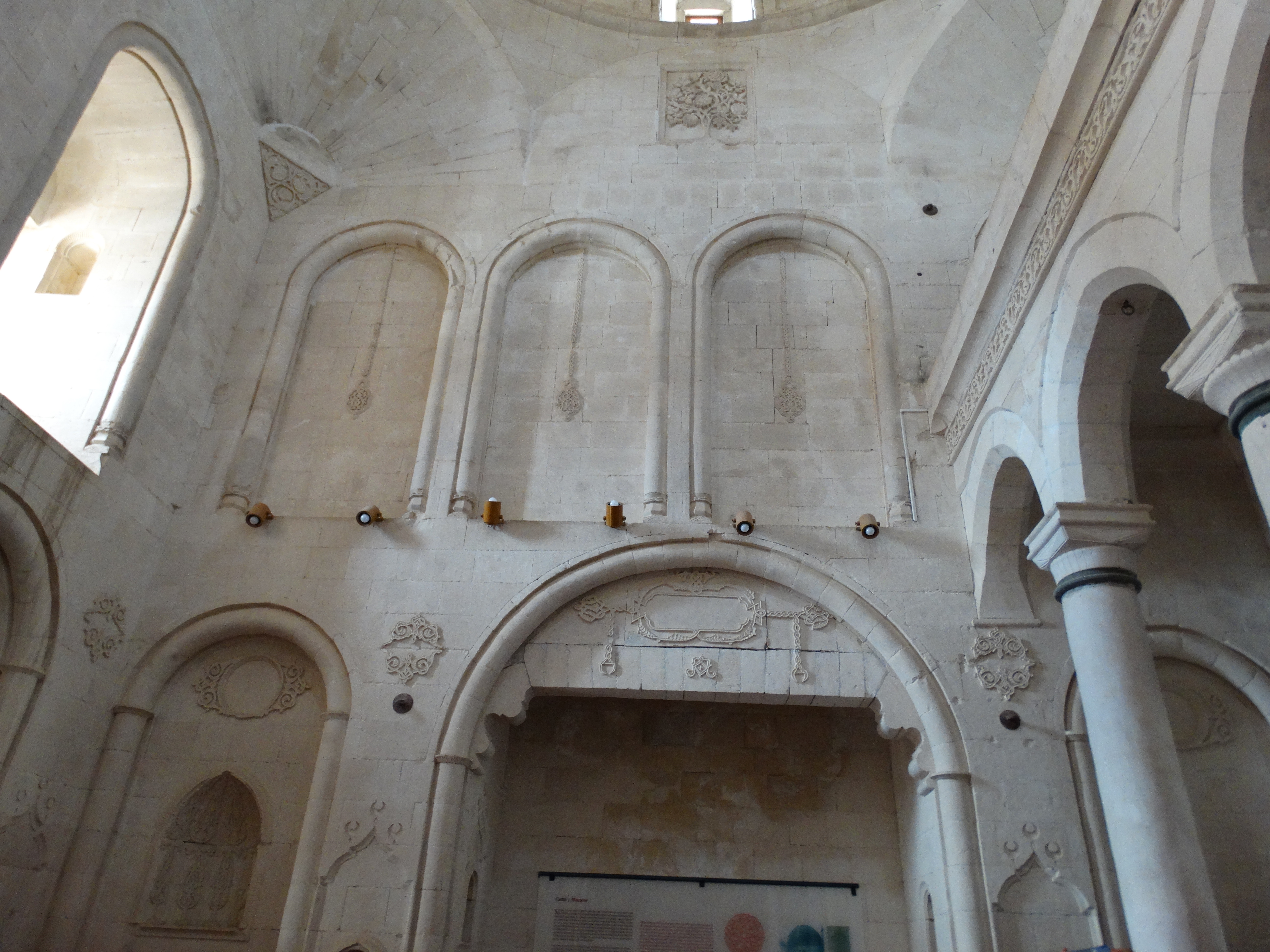
В дворцовой белокаменной мечети.

## Комментарии
1. ↑  Дастакерт, или дзеракерт, — крупное частное имение в древней Армении[9].